# Albert Bartolomé i Avellà
Albert Bartolomé i Avellà (Centelles, 23 de setembre del 1946) és un compositor, músic i professor de saxòfon i violí, i havia tocat el saxòfon, el clarinet, el violí i el tible en cobles-orquestra.
Tocà a la cobla-orquestra Tropical, de Manlleu, i fou tible de la cobla La Lira de Sant Celoni (ho era el 1967). En acabar el servei militar s'havia incorporat al conjunt Brillant's, on hi tocà el saxòfon, el clarinet i el violí i en fou director durant 32 anys, fins que la formació es dissolgué el 1997. A partir del 1989 dirigí l'Escola Municipal de Música de Centelles, càrrec que en el present (2018) ocupa la seva filla Anna.
Com a compositor, va ser autor de set sardanes, la primera del 1967, i d'un centenar de peces de música de ball, amb nom propi o amb pseudònims com Alex Ray o B. Avellá. La majoria d'aquestes obres tenien lletra, i moltes d'aquestes també eren d'Albert Bartolomé, signades amb el seu nom o amb el nom de ploma Nino Robin.
Casat amb la pintora Mercè Pujol i Vall-llovera, els fills d'ambós, Albert i Anna, són instrumentistes i professors de música.

## Obres
- A l'ombra del timó

Música lleugera (selecció)
- Bochorno (1977); Los colores del amor (1970); Dos amores (1972); Falso orgullo (1970); Fiesta en España (1977); Flechazo (1977); Gran Canaria, isla de amor (1970); Linda Margot. Pretty Margot (1970); Llegaste tu; Mi vida eres tu; Mi vieja ventana (1976); Muchacha de abril (1978); Piropos (1977); Recuerdos (1976); Sollozos (1977); Tu; Tu ausencia; Tu bello nombre (1967); Tu corazón; Tu risa; Tu y yo; Viento (1972); Your lament; Your song
- Amb el pseudònim Alex Ray: A la luz de la luna; A mi madre; A veces; Amor a todas horas; Amor turístico; Baby beat; Beat Dance (1976); Beat del amor; Blue Melody (1977); Canto a Mallorca (1970); Los colores del amor; Con amor. With love; Dos amores (1972); Dudo de tu amor; Fiesta al amanecer ([disc 1] 1975); Haciéndonos el amor; Hay que sacarse el carnet (1969); Hot day (1977); Invierno feliz (1971); Kiss me with love; Lluvia de amor; Love vacations ([disc 1] 1975); María José (1979); Me olvidé de ti (1970); Melodic trumpet. Trompeta melódica (1970); Noche de amor; Olas (1977); Perlas (1972); Radiant beat; Los rayos del sol; Ritmo en New York (1970); Salero y amor; Sax show. Blues para saxo tenor (1972); Solamente (1978); Soul Fantasy (1977); Sueño en tí. Je rêve a toi; Suffering (1978); Super beat (1972); Te hice sufrir[disc 2]

Sardanes
- Centelles vila formosa
- Joventut centellenca
- El meu somni
- La sardana (1973), sardana amb lletra de Rafael Bizcarro i Marsal
- Som centellencs
- Somniant amb tu
- La Verge del Puigsagordi (1973), amb lletra d'Albert Bartolomé
- La colla de Centelles (2020)

### Enregistraments
1. 1 2  Rafael Martínez y su orquesta. Love vacations.  Madrid: BOA, 1975.
2. ↑  Blas and His Friends. A Happy Spring.  Girona: DMB, 1974.

- Conjunto Brillant's. Tierra.  Barcelona: Victoria, 1971. ref. AMS 178. Amb peces d'altres compositors, Albert Bartolomé era instrumentista del conjunt Brillant's.
- Conjuntos reunidos en una "Selección Musical".  Barcelona: Barnafon, 1973. ref. BN-45.387. Reedició de la peça Tierra, amb obres d'altres conjunts.